# Глуви барут
Глуви барут је роман из 1957. године, српског писца Бранка Ћопића.

## Кратак опис
Прича је смјештена у једном малом селу високо у босанским планинама. Становници тог села су у великом проблему јер се налазе на удару двије идеологије тј. партизана и четника. Представници тих идеологија су становници села и због тога је проблем још већи. Партизане у том селу предводи партизански комесар Шпанац док је на челу четника бивши краљевски официр Радекић. Шпанац себе сматра носиоцем идеје која ће промијенити свијет и приликом тога не брине за жртве. Радекић је другачији и њему је прије свега најважнија добробит становника његовог села. Шпанац због тога сматра Радекића великом претњом његовој идеологији...
Овај роман је 1990. године добио своју филмску адаптацију. Режирао га је Бахрудин Ченгић, а неки од глумаца који су учествовали у снимању филма су: Мустафа Надаревић, Бранислав Лечић, Фабијан Шоваговић, Мира Фурлан.